# Christy Lemire
Christy A. Lemire (de soltera Nemetz; nacida el 30 de agosto de 1972) es una crítica de cine estadounidense y presentadora del pódcast de reseñas de películas Breakfast All Day. Anteriormente escribió para Associated Press de 1999 a 2013, fue copresentadora de Ebert Presents at the Movies en 2011  y copresentadora del programa semanal de reseñas de películas en línea What the Flick?! hasta 2018. Actualmente reseña bajo la marca Breakfast All Day, en YouTube y Patreon, con Alonso Duralde.

## Primeros años y educación
Nacido en el antiguo Hospital Cedars of Lebanon (ahora sede de la Iglesia de la Cienciología en la Costa Oeste) en Los Ángeles, Lemire creció en Woodland Hills. Se graduó en 1993 en la Universidad Metodista del Sur con una licenciatura en periodismo y es miembro de la hermandad de mujeres Delta Gamma.

## Carrera
Lemire comenzó a escribir reseñas de películas para Associated Press en 1999 y se mudó a Nueva York en 2000 como reportera de entretenimiento general. En 2004, se convirtió en la primera crítica de cine a tiempo completo de Associated Press. Además de su trabajo impreso, Lemire ha aparecido en programas de televisión como Today Show y Good Morning America.
En 2003, fue copresentadora invitada de The View. Lemire fue noticia cuando ella y la copresentadora Meredith Vieira compartieron un beso en respuesta al beso de Madonna y Britney Spears en los MTV Video Music Awards.
Lemire hizo varias apariciones sustituyendo al crítico de cine Roger Ebert en At the Movies. Cuando Ebert creó su nuevo programa de reseñas de películas para la televisión pública, Ebert Presents: At The Movies, Lemire fue seleccionada como copresentadora del programa junto con el crítico de cine Ignatiy Vishnevetsky. Ebert Presents: at the Movies se emitió durante una sola temporada en 2011.
Era una de las críticas habituales del programa de YouTube What the Flick?! alojado en el canal The Young Turks, de 2010 a 2018. En agosto de 2018, The Young Turks canceló What the Flick?! junto con Pop Trigger y Nerd Alert para centrarse en el contenido de noticias. Lemire y el copresentador Alonso Duralde, los expresentadores Ben Mankiewicz y Matt Atchity continuaron la serie como un podcast en el sitio web personal de Lemire con el nuevo nombre, Breakfast All Day.

## Preferencias

### Mejores películas del año
- 2010: The Social Network [16]
- 2011: Martha Marcy May Marlene [17]
- 2012: Argo [18]
- 2013: Gravity
- 2014: Birdman
- 2015: Mad Max: Fury Road
- 2016: La La Land
- 2017: Call Me by Your Name
- 2018: La favorita
- 2019: Parásitos
- 2020: American Utopia
- 2021: Licorice Pizza
- 2022: The Banshees of Inisherin
- 2023: Pobres criaturas [19]

## Vida personal
Vive en Palos Verdes Estates, California con su esposo Chris Lemire, productor de televisión, y su hijo Nicolas, nacido en noviembre de 2009. Se ha descrito a sí misma como una «católica no practicante».